# Judaberg
Judaberg is een plaats in de Noorse gemeente Finnøy, provincie Rogaland. Judaberg telt 553 inwoners (2007) en heeft een oppervlakte van 0,72 km².